# Sune Malmström
Jarl Sune Malmström (* 28. Oktober 1897 in Malmö; † 17. Dezember 1961 in Stockholm) war ein schwedischer Tennisspieler und Golfer.

## Leben
Malmström wurde als Sohn des Versicherungsdirektors Gustaf Malmström und Tekla, geb. Schough, in Malmö gebören. Er heiratete 1924 Elisabeth Malmström (geb. Bergsten, † 1998) verheiratet, der Tochter von Generalkonsul Karl Bergsten und Dagmar, geborene Weinberg, der Besitzerin der Villa Geber in Stockholm. Sie waren die Eltern von drei Kindern, die das Hotel Diplomat in Stockholm gründeten.

## Karriere
Malmström spielte in Malmö für den Malmö Tennisklubs (Malmö TK). Er nahm 1920 das erste Mal an überregionalen Tennisturnieren teil, allem voran dem Tenniswettbewerb der Olympischen Sommerspiele in Antwerpen. Im Einzel zog er dort nach Siegen gegen Ladislav Žemla und Armand Simon ins Viertelfinale ein, wo er dem späteren Olympiasieger Louis Raymond unterlag. Im Doppel und Mixed schied Malmström mit seinen Partnern jeweils im ersten Match aus. Seine einzige Teilnahme an den Wimbledon Championships datiert ebenfalls auf das Jahr 1920. Im Einzel verlor er dort in der zweiten Runde gegen Augustos Zerlendis, während er im Doppel mit seinem Landsmann Carl-Erik von Braun gegen die britischen späteren Finalisten Algernon Kingscote und James Parke im Achtelfinale ausschied. Bei den Tennis-Hallenweltmeisterschaften im selben Jahr verlor er die dritte Runde gegen Henry Mayes, 1923 verlor er in der zweiten Runde der Hartplatz-Weltmeisterschaften. An beiden Veranstaltungen nahm er jeweils nur einmal teil.
In Schweden wurde Malmström zwischen 1919 und 1929 fünfmal schwedischer Tennismeister im Einzel. Hinzu kamen vier Titel beim eher regionel Turnier im schwedischen Båstad.
Malmström bildete zusammen mit Marcus Wallenberg den Kern der ersten schwedischen Davis-Cup-Mannschaft. Von der ersten Teilnahme der Nation 1925 bis 1929 nahm er an allen Begegnungen teil und gewann 8 von 20 Matches. Das beste Abschneiden gelang ihnen 1926, als sie die Schweiz und Südafrika bezwangen und erstmals ins Halbfinale einzogen. Sie verloren zwar mit 0:5, Malmström bot den Starspielern Henri Cochet und Jean Borotra in beiden Einzelpartien aber in jeweils fünf Sätzen gut Paroli.
Malmström verlagerte seinen Fokus in den 1930er Jahren auf den Golfsport, spielte aber bis 1937 noch Tennisturniere. 1936 gewann er die schwedischen Golfmeisterschaften.
Nach seiner aktiven Karriere wurde Malmström Vorsitzender des International Lawn Tennis Club of Sweden, die Teil des Council of International Lawn Tennis Club sind, und sich für internationale Beziehungen zwischen Tennisspielenden einsetzen.